# 韋斯特波特鎮區 (愛荷華州迪金森縣)
韋斯特波特鎮區（英語：Westport Township）是位於美國愛荷華州迪金森縣的一個行政鎮區。

## 地方資料
根據2010年美國人口普查的數據，韋斯特波特鎮區的面積為93.05平方千米，當中陸地面積為93.02平方千米，而水域面積為0.03平方千米。當地共有人口143人，而人口密度為每平方千米1.54人。